# Oncopeltus fasciatus
Oncopeltus fasciatus (лат.) — вид клопов, обитающий в Северной Америке и на островах Карибского моря.
Имаго длиной от 10 до 18 мм. Поведение насекомых зависит от типа биома, в котором они обитают. Так в благоприятных условиях (в тропиках) размножение происходит в течение всего года, однако в более холодном климате особи размножаются только в тёплые месяцы. Количество отложенных яиц зависит от географического расположения особей. В популяциях Пуэрто-Рико, во Флориде и в Техасе особи откладывают по 30—50 яиц. В то время как в Калифорнии только 25—30. Яйца оранжевого цвета. Личинки также оранжевого цвета с чёрными усиками и несколькими чёрными пятнами. Диапауза происходит в холодные либо в слишком сухие дни. Особи живущие в северной части ареала, демонстрируют большую тенденцию к миграциям, чем особи на юге.
Питаются семенами Asclepias syriaca, кутровыми, калотриписом высоким и олеандром, однако в рацион могут входить и другие виды. На растениях собираются в группы, в которых около 20 особей.

## Галерея

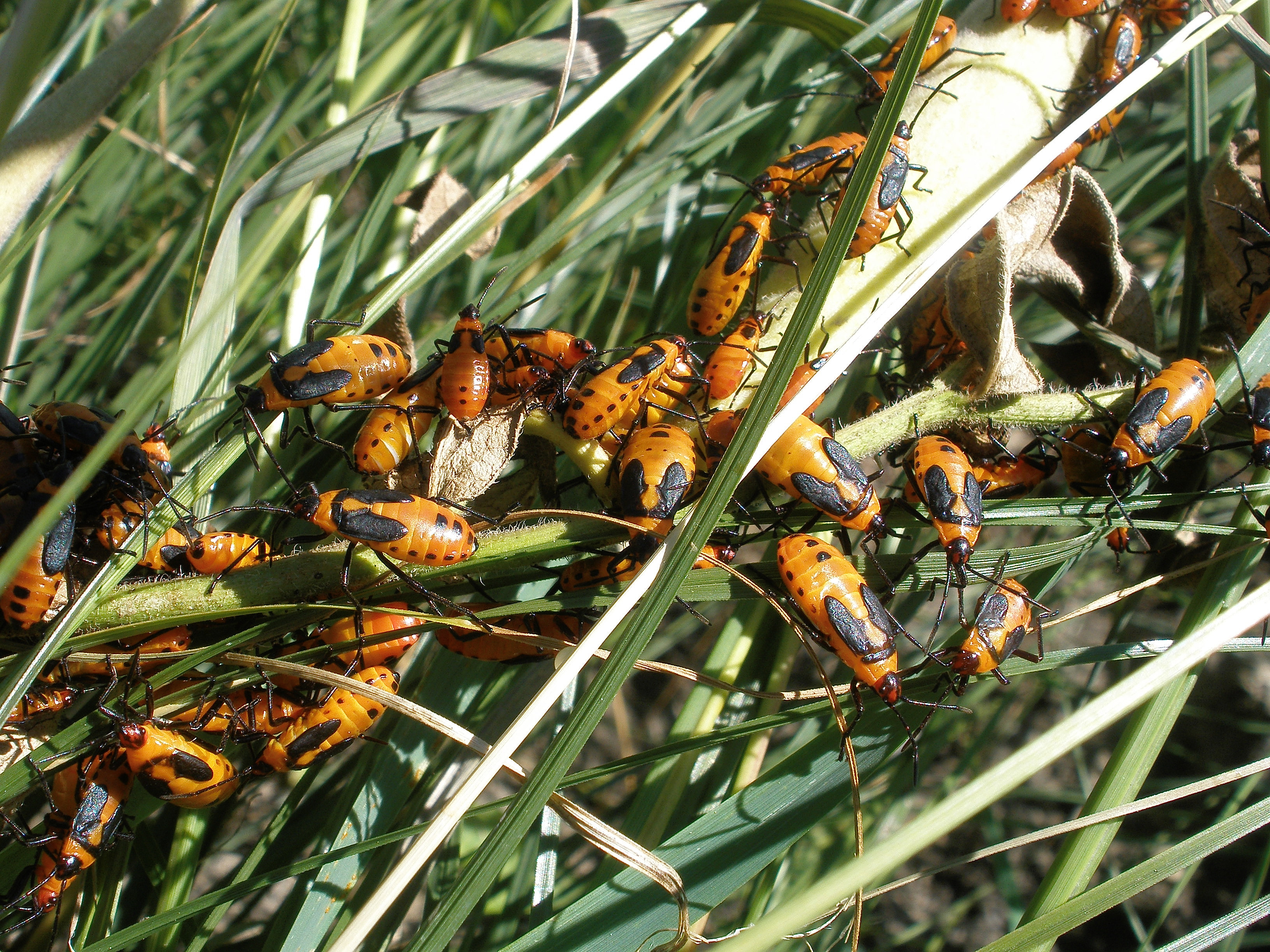
Молодые особи
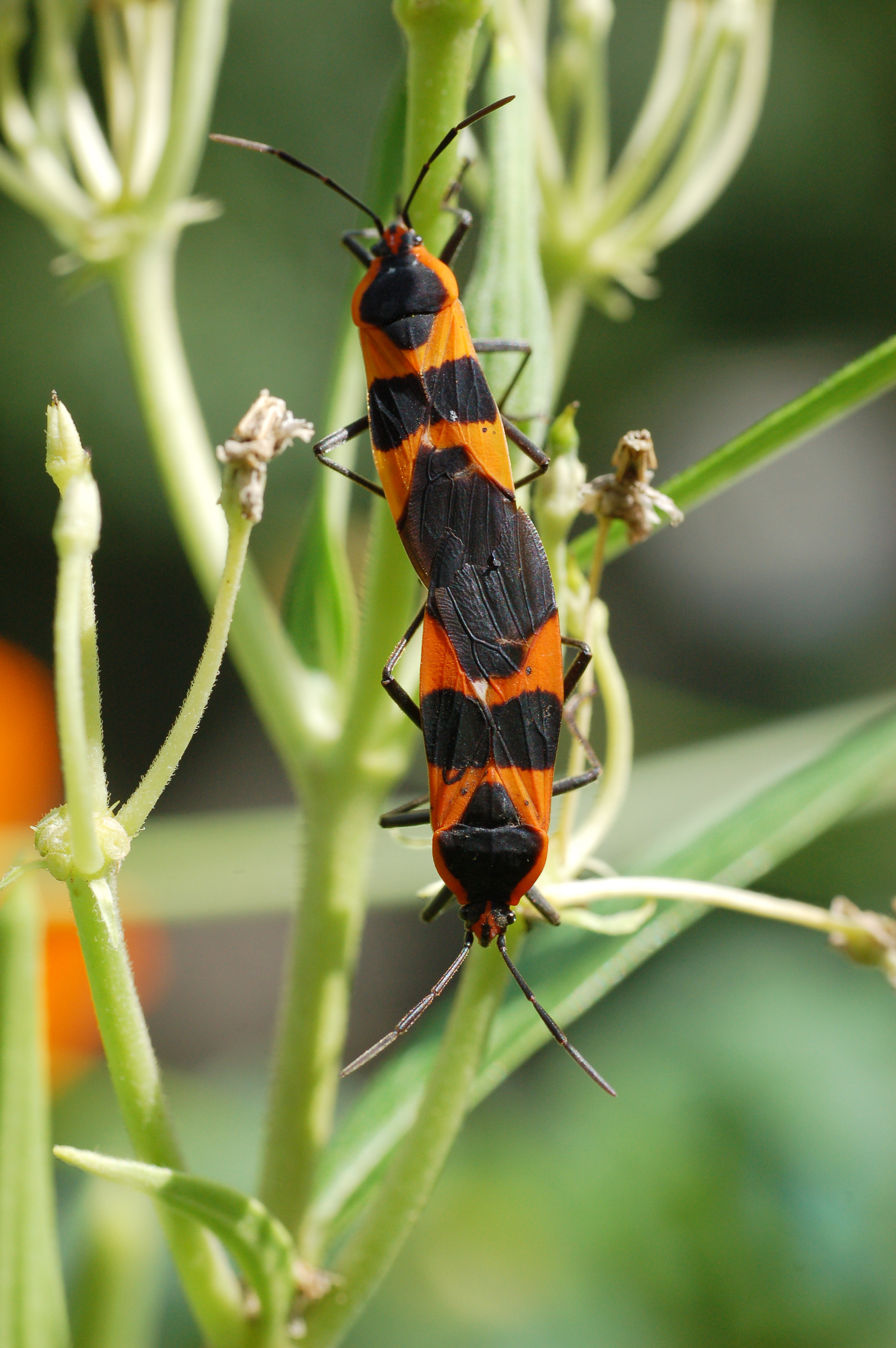
Имаго